# Castlevania: The Adventure
Castlevania: The Adventure, ursprungligen kallat The Legend of Dracula (ドラキュラ伝説 Dorakyura Densetsu?) i Japan är ett Game Boy-spel från Konami, utgivet i september 1989. 2012 återutgavs spelet till 3DS Virtual Console.

## Handling
Simon Belmonts anfader Christopher
skall med sin piska slåss mot Dracula och hans anhängare. Det finns fyra olika nivåer. Som power ups finns bland annat ljus som kan göra hans vapen starkare.

### Fotnoter
1. ↑   Perfect Selection Dracula ~New Classic~. King Records Co., Ltd.. 1992. Arkiverad från originalet. http://vgmdb.net/album/2942.
2. ↑  ”Castlevania” (på svenska). Nintendomagasinet (Kungsbacka: Atlantic) (10 1991):  sid. 11 (Power Player). oktober 1991. Läst 15 april 2014.